# Luciano Pascual
Luciano Pascual (Gregorio de Laferrere, 23 giugno 2004) è un calciatore argentino, centrocampista del Godoy Cruz.

## Carriera
È cresciuto nel settore giovanile dell'Almirante Brown, con cui ha debuttato in prima squadra il 14 giugno 2023 nei minuti finali dell'incontro di Primera B Nacional (la seconda divisione argentina) vinto 1-0 contro il Patronato, in quella che è anche stata la sua unica presenza in partite ufficiali con la prima squadra giallonera. Il 10 agosto seguente è stato acquistato a titolo definitivo dal Godoy Cruz, club di prima divisione, che lo ha inizialmente assegnato alla propria formazione riserve. Ha debuttato in prima squadra il 29 agosto 2024 nell'incontro di Copa Argentina perso 3-0 contro l'Independiente e nel gennaio del 2025 è stato promosso stabilmente in prima squadra. Il 9 aprile 2025 ha segnato il suo primo gol fra i professionisti nella partita di Coppa Sudamericana vinta 2-0 contro i paraguaiani dello Sp. Luqueño.

## Statistiche

### Presenze e reti nei club
Statistiche aggiornate al 29 aprile 2025.
| Stagione        | Squadra         | Campionato      | Campionato | Campionato | Coppe nazionali | Coppe nazionali | Coppe nazionali | Coppe continentali | Coppe continentali | Coppe continentali | Altre coppe | Altre coppe | Altre coppe | Totale | Totale | Totale |
| Stagione        | Squadra         | Comp            | Pres       | Reti       | Comp            | Pres            | Reti            | Comp               | Pres               | Reti               | Comp        | Pres        | Reti        | Pres   | Reti   |        |
| --------------- | --------------- | --------------- | ---------- | ---------- | --------------- | --------------- | --------------- | ------------------ | ------------------ | ------------------ | ----------- | ----------- | ----------- | ------ | ------ | ------ |
| 2023            | Almirante Brown | PBN             | 1          | 0          | CA              | 0               | 0               | -                  | -                  | -                  | -           | -           | -           | 1      | 0      |        |
| 2024            | Godoy Cruz      | PD              | 0          | 0          | CA+CdL          | 1+0             | 0               | -                  | -                  | -                  | -           | -           | -           | 1      | 0      |        |
| 2025            | Godoy Cruz      | PD              | 4          | 0          | CA              | 0               | 0               | CS                 | 3                  | 1                  | -           | -           | -           | 7      | 1      |        |
| Totale carriera | Totale carriera | Totale carriera | 5          | 0          |                 | 1               | 0               |                    | 3                  | 1                  |             | -           | -           | 9      | 1      |        |